# مسجد حیدر (باکو)
مسجد حیدر (ترکی آذربایجانی: Heydər məscidi) مسجدی واقع در حومهٔ بینه‌قدی باکو، پایتخت جمهوری آذربایجان می‌باشد.

## دربارهٔ مسجد
مسجد حیدر در ۲۶ دسامبر سال ۲۰۱۴ به بهره‌برداری رسید. مسجد در مساحتی ۱۲۰۰۰ متر مربع ساخته شده‌است، که مساحت داخلی آن به ۴۲۰۰ متر مربع می‌رسد. نمای ساختمان با استفاده از سنگ‌های خاصی که از اجزاء سبک معماری شیروان آب‌شوران آذربایجان تلقی می‌گردد، پوشانیده شده‌است. مسجد نه تنها بزرگ‌ترین مسجد در منطقه قفقاز محسوب می‌شود، بلکه بزرگ‌ترین فرش ماشینی جهان را دارا ست. مسجد حیدر با ظرفیتی چهار هزار نفره، واجد چهار مناره می‌باشد، که ارتفاع هر یک از آن‌ها به ۹۵ متر می‌رسد. بنای مسجد شامل دو گنبد- گنبد اصلی و فرعی است، که هر یک از آن‌ها به اندازه ای به ترتیب ۵۵ و ۳۵ متر ساخته و روی آن‌ها آیات قرآنی نوشته شده‌اند.
بر پایهٔ دستور اداره مسلمانان قفقاز، امام «حافظ عباسف» و امام «رفعت قارایف» به ترتیب به عنوان امام جمعه‌های اهل تسنن و اهل تشیع این مسجد منصوب شده‌اند.
بنابه اعلامیهٔ «کمیته دولتی امور تشکل‌های دینی جمهوری آذربایجان»، از آنجا که مسجد حیدر یک مجموعهٔ تابع شهرداری باکو است، بر اساس قوانین آذربایجان در فقدان تشکل دینی فعالیت خواهد کرد. به همین دلیل تصدی آن در مقایسه با سایر مساجد به شکلی دیگر انجام می‌شود. با توجه به این اعلامیه، مدیریت مسجد حیدر بر اساس مقررات مدیریت مجموعه‌ها تنظیم می‌شود، نه بر پایهٔ اشکال تصدی مساجد.